# 第13回ニューヨーク映画批評家オンライン賞
13th NYFCO Awards

2013年12月8日

作品賞: 

 『それでも夜は明ける』 
第13回ニューヨーク映画批評家オンライン賞（だい13かいニューヨークえいがひひょうかオンラインしょう）は、2013年の映画に贈られる賞で、2013年12月8日に発表された。

## 受賞一覧

### 作品賞
- 『それでも夜は明ける』

### 監督賞
- アルフォンソ・キュアロン - 『ゼロ・グラビティ』

### 主演男優賞
- キウェテル・イジョフォー - 『それでも夜は明ける』

### 主演女優賞
- ケイト・ブランシェット - 『ブルージャスミン』

### 助演男優賞
- ジャレッド・レト - 『ダラス・バイヤーズクラブ』

### 助演女優賞
- ルピタ・ニョンゴ - 『それでも夜は明ける』

### アンサンブル演技賞
- 『アメリカン・ハッスル』

### 脚本賞
- スパイク・ジョーンズ - 『her/世界でひとつの彼女』

### 新人監督賞
- ライアン・クーグラー - 『フルートベール駅で』

### ブレイクスルー演技賞
- アデル・エグザルホプロス - 『アデル、ブルーは熱い色』

### 撮影賞
- エマニュエル・ルベツキ - 『ゼロ・グラビティ』

### 音楽賞
- 『インサイド・ルーウィン・デイヴィス 名もなき男の歌』

### アニメ映画賞
- 『風立ちぬ』

### 外国語映画賞
- 『アデル、ブルーは熱い色』 フランス

### ドキュメンタリー映画賞
- 『アクト・オブ・キリング』